# Ернесто Скіапареллі
Ернесто Скіапареллі (італ. Ernesto Schiaparelli; 1856–1928) — італійський єгиптолог, відомий відкриттям гробниці Нефертарі Меренмут в Долині цариць і значним внеском в колекцію Туринського Єгипетського музею, що зробило його другим за величиною єгипетським музеєм світу.

## Біографія
Ернесто Скіапареллі походив із відомої родини вчених. Його батько Луїджі викладав історію в університеті Турина. Також серед його род5ичів були хіміки, сходознавці, астрономи і фотографи. Ернесто вивчав єгиптологію в Турині у Франческо Россі, а також в паризькій Сорбонні у Гастона Масперо.
Скіапареллі в 1881—1894 роках очолював єгипетський музей у Флоренції і поповнив колекцію нових залів. У 1894 році працював директором Єгипетського музею в Турині. Скіапареллі написав декілька значних наукових робіт. У 1910 році керував кафедрою єгиптології в Туринському університеті. У 1903—1920 роках він здійснив 12 експедицій в Єгипет, відкривши там ряд гробниць. У 1904 році він виявив гробницю Нефертарі Меренмут в Долині цариць, а через два роки — гробницю архітектора Ча і його дружини Меріт. Рештки зайняли місце в експозиції Туринського музею.
У 1886 році він заснував Національну Асоціацію з підтримки італійських місіонерів (Associazione Nazionale per Soccorrere i Missionari Italiani = ANSMI), де обіймав посаду секретаря до своєї смерті. Головною метою організації було будівництво та утримання шкіл і лікарень в Північній Африці.
У 1897—1912 роках Скіапареллі працював членом-кореспондентом Академії деї Лінчеї. З 1910 року він с5тав членом Академії наук Турину. У 1924 році призначений на посаду королівського сенатора. Йому вручили орден Корони Італії і Орден Святих Моріса і Лазаря .

## Праці
- Del sentimento religioso degli antichi Egiziani secondo i monumenti, Bocca, 1877
- Il libro dei funerali relazione fatta alla I sezione del IV congresso degli orientalisti, GB Paravia, 1879.
- Del sentimento religioso degli Egiziani (1877)
- Il Libro del Funerali degli antichi Egiziani, 3 vols. (1881—1890)
- Museo archeologico di Firenze, Antichità egizie. ordinate e descritte da Ernesto Schiaparelli, Tip. della R. Accademia dei Lincei, 1887.
- Les hypogées royaux de Thèbes. E. Leroux, 1889.
- La catena orientale dell'Egitto. Tip. della R. Accademia dei Lincei, 1890.
- Una tomba egiziana inedita della VIa dinastia, con iscrizioni storiche e geografiche, Tip. della R. Accademia dei Lincei, 1892.
- Le antichità egiziane del Museo di Cortona. Tip. della R. Accademia dei Lincei, 1893.
- La geografia dell'Africa orientale, secondo le indicazioni dei monumenti egiziani. Tip. della R. Accademia dei Lincei, 1916.
- Relazione sui lavori della Missione Archeologica Italiana in Egitto . anni 1903—1920, Éditeur inconnu, 1924
- THE INTACT TOMB OF THE ARCHITECT KHA IN THE NECROPOLIS OF THEBES . Sprache Englisch. Neuauflage 2008. ISBN 978-88-89082-09-6.